# Graphocephala permagna
Graphocephala permagna är en insektsart som beskrevs av Nielson et Godoy 1995. Graphocephala permagna ingår i släktet Graphocephala och familjen dvärgstritar. Inga underarter finns listade i Catalogue of Life.